# Radebeul-Kötzschenbroda
Radebeul-Kötzschenbroda (niem: Haltepunkt Radebeul-Kötzschenbroda) – przystanek kolejowy w Radebeul, w kraju związkowym Saksonia, w Niemczech. Jest to przystanek w systemie S-Bahn w Dreźnie na linii Pirna – Coswig, w dzielnicy Kötzschenbroda, który został przebudowany w ramach rozbudowy linii kolejowej Lipsk – Drezno w 2013 roku zamiast dawnego dworca kolejowego Radebeul West.
Według klasyfikacji Deutsche Bahn posiada kategorię 6.

## S-Bahn
Od grudnia 2013 r. przystanek jest obsługiwany wyłącznie przez linię S1 S-Bahn w Dreźnie. Pociągi odjeżdżają co 30 minut; W przyszłości częstotliwość będzie wynosić 15 minut.
| Linie | Strecke | Takt (min) |
| ----- | --- | ---------- |
| S1    | Miśnia-Triebischtal – Meißen – Coswig (b Dresden) – Radebeul-Zitzschewig – Radebeul-Kötzschenbroda – Radebeul-Weintraube – Dresden-Neustadt – Dresden Hbf – Heidenau – Pirna – Bad Schandau – Schöna | 30         |

## Budynek
Dworzec Radebeul West był stacją tranzytową z dwoma peronami w tym jednym wyspowym.
Od 2010 do 2012 roku, dwa nowe tory zostały zbudowane przez długie fragmenty bez peronów od strony południowej. Do roku 2014, dwa nowe tory S-Bahn są zbudowane na północnej stronie. Znajdują się one przy peronie wyspowym, który jest połączony schodami do przejścia podziemnego i windą, zapewniając dostęp dla osób niepełnosprawnych.

## Linie kolejowe
- Lipsk – Drezno
- Pirna – Coswig